# Dolomedes

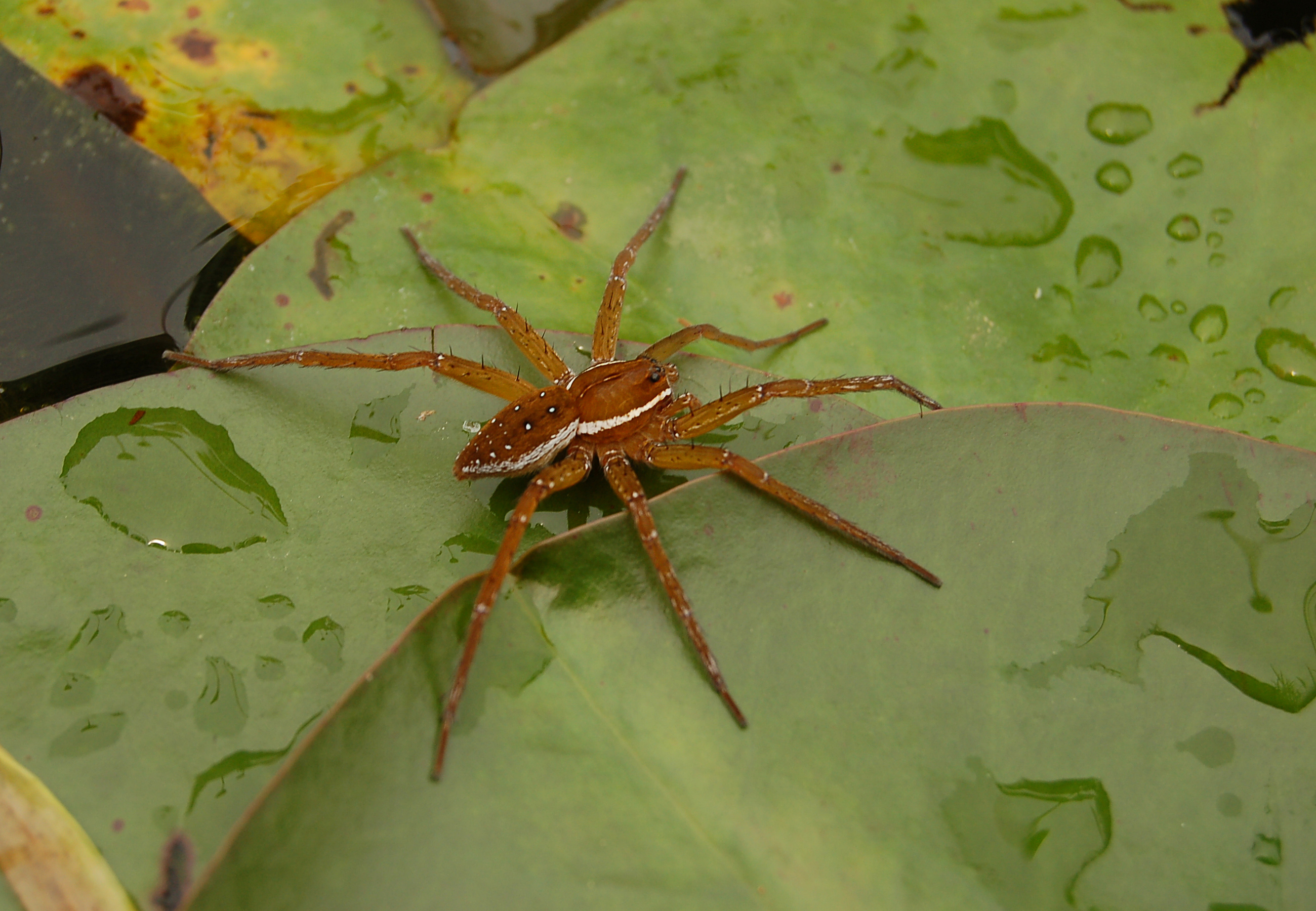
Dolomedes triton

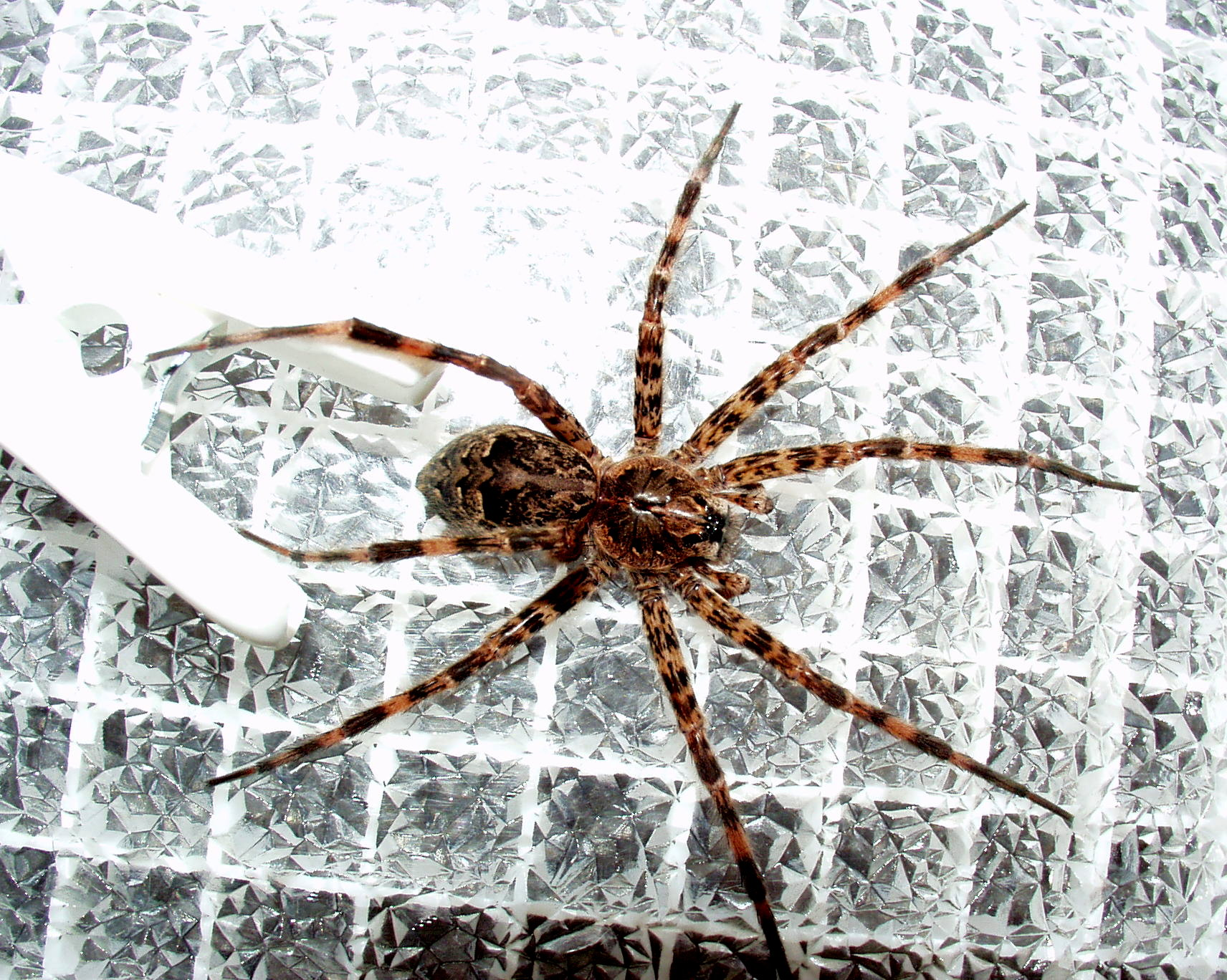
Dolomedes tenebrosus

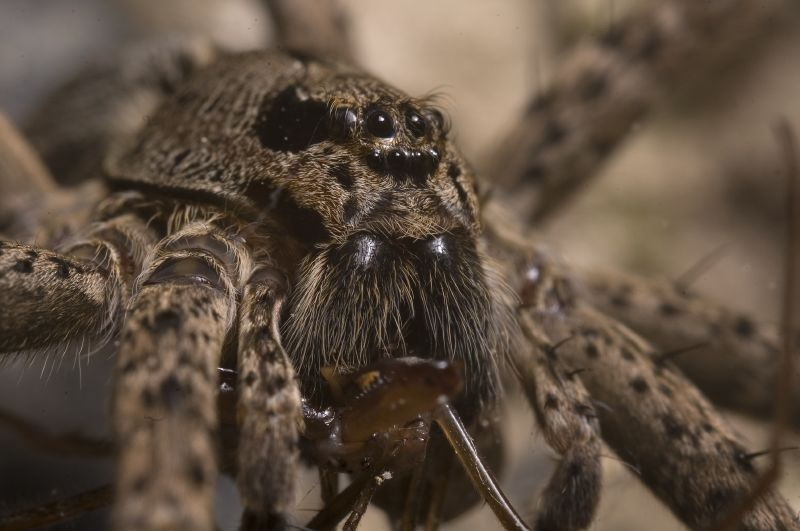
Femella de Dolomedes de Nova Zelanda

Dolomedes és un gènere d'aranyes araneomorfes de la família dels pisàurids (Pisauridae). Fou descrit per primera vegada l'any 1804 per Latreille. El nom Dolomedes deriva del grec "dolomed" que significa astut, enganyós.
Gairebé totes les espècies de Dolomedes són aranyes semiaquàtiques, a excepció de D. albineus del sud-est dels Estats Units que viu en els arbres. Moltes espècies tenen una ratlla pàl·lida cridanera a cada costat del cos. Com altres aranyes Dolomedes té vuit ulls, però el seu sentit de tacte és més important per a detectar les preses a partir de les vibracions en la superfície de l'aigua. Principalment mengen insectes, però alguna espècie més grossa és capaç de caçar algun peix petit. També poden descendir per sota l'aigua creant una platejada pel·lícula d'aire.
Hi ha més d'un centenar d'espècies de Dolomedes per tot el món com, per exemple, D. aquaticus, dels boscos de Nova Zelanda, l'aranya de rai (D. fimbriatus) i l'aranya gran de rai (D. plantarius) ambdues a Europa. Moltes espècies són de mida gran; algunes femelles arriben als 26 mm i unes potes de 80 mm.

## Distribució
Les aproximadament 100 espècies de Dolomedes estan distribuïdes per tot el món. El número més gran d'espècies són pròpies d'Àsia, principalment al sud-est, a la Xina, Japó fins a Nova Guinea. També n'hi ha força a l'Àfrica tropical. A Amèrica del Sud només hi ha quatre espècies.

### Europa
Dues espècies de Dolomedes viuen a Europa (queda exclosa Rússia). L'aranya de rai (D. fimbriatus) es pròpia de la zona paleàrtica, en zona de torberes i en prades. L'aranya de rai gran (D. plantarius) Vides en fens, i és llistat tan endangered dins Gran Bretanya i és globalment vulnerable.

## Comportament
Dolomedes són caçadores nocturnes que és quan molts ocells, els seus depredadors principals, estan dormint. Més que empaitar per damunt de terra o esperar la presa en una teranyina, aquestes aranyes empaiten per l'aigua superficial, caçant efemeròpters i altres insectes aquàtics; fins i tot, algun peix petit. Per detectar la presa, la superfície d'aigua fa la mateixa funció que la teranyina; estenen les seves potes per la superfície i capten les vibracions que produeix la possible presa. Dolomedes a Amèrica del Nord ha estat observada agafant i menjant un petit carpí daurat.
El mascles superen a les femelles en una proporció de 3:1, fet que suggereix una ràtio masculina esbiaixada. Després de la fecundació es produeix la mort del mascle, sense cap implicació òbvia de la femella.

## Taxonomia
Segons el World Spider Catalog amb data del 4 de gener de 2019, Dolomedes te reconegudes 104 espècies:
- Dolomedes actaeon Pocock, 1903
- Dolomedes albicomus L. Koch, 1867
- Dolomedes albicoxus Bertkau, 1880
- Dolomedes albineus Hentz, 1845
- Dolomedes alexandri Raven & Hebron, 2018
- Dolomedes angolensis (Roewer, 1955)
- Dolomedes angustivirgatus Kishida, 1936
- Dolomedes angustus (Thorell, 1899)
- Dolomedes annulatus Simon, 1877
- Dolomedes aquaticus Goyen, 1888
- Dolomedes batesi Pocock, 1903
- Dolomedes bistylus Roewer, 1955
- Dolomedes boiei (Doleschall, 1859)
- Dolomedes briangreenei Raven & Hebron, 2018
- Dolomedes bukhkaloi Marusik, 1988
- Dolomedes chevronus Yin, 2012
- Dolomedes chinesus Chamberlin, 1924
- Dolomedes chroesus Strand, 1911
- Dolomedes costatus Zhang, Zhu & Song, 2004
- Dolomedes crosbyi Lessert, 1928
- Dolomedes dondalei Vink & Dupérré, 2010
- Dolomedes elegans Taczanowski, 1874
- Dolomedes facetus L. Koch, 1876
- Dolomedes fageli Roewer, 1955
- Dolomedes femoralis Hasselt, 1882
- Dolomedes fernandensis Simon, 1910
- Dolomedes fimbriatus (Clerck, 1757)
- Dolomedes flaminius L. Koch, 1867
- Dolomedes fontus Tanikawa & Miyashita, 2008
- Dolomedes furcatus Roewer, 1955
- Dolomedes fuscipes Roewer, 1955
- Dolomedes fuscus Franganillo, 1931
- Dolomedes gertschi Carico, 1973
- Dolomedes gracilipes Lessert, 1928
- Dolomedes guamuhaya Alayón, 2003
- Dolomedes holti Carico, 1973
- Dolomedes horishanus Kishida, 1936
- Dolomedes hyppomene Audouin, 1826
- Dolomedes instabilis L. Koch, 1876
- Dolomedes intermedius Giebel, 1863
- Dolomedes japonicus Bösenberg & Strand, 1906
- Dolomedes kalanoro Silva & Griswold, 2013
- Dolomedes karijini Raven & Hebron, 2018
- Dolomedes karschi Strand, 1913
- Dolomedes lafoensis Berland, 1924
- Dolomedes laticeps Pocock, 1898
- Dolomedes lesserti Roewer, 1955
- Dolomedes lizturnerae Raven & Hebron, 2018
- Dolomedes lomensis Strand, 1906
- Dolomedes machadoi Roewer, 1955
- Dolomedes macrops Simon, 1906
- Dolomedes mankorlod Raven & Hebron, 2018
- Dolomedes mendigoetmopasi Barrion, 1995
- Dolomedes minahassae Merian, 1911
- Dolomedes minor L. Koch, 1876
- Dolomedes mizhoanus Kishida, 1936
- Dolomedes naja Berland, 1938
- Dolomedes neocaledonicus Berland, 1924
- Dolomedes nigrimaculatus Song & Chen, 1991
- Dolomedes noukhaiva Walckenaer, 1847
- Dolomedes ohsuditia Kishida, 1936
- Dolomedes okefinokensis Bishop, 1924
- Dolomedes orion Tanikawa, 2003
- Dolomedes palmatus Zhang, Zhu & Song, 2005
- Dolomedes palpiger Pocock, 1903
- Dolomedes paroculus Simon, 1901
- Dolomedes pedder Raven & Hebron, 2018
- Dolomedes pegasus Tanikawa, 2012
- Dolomedes petalinus Yin, 2012
- Dolomedes plantarius (Clerck, 1757)
- Dolomedes pullatus Nicolet, 1849
- Dolomedes raptor Bösenberg & Strand, 1906
- Dolomedes raptoroides Zhang, Zhu & Song, 2004
- Dolomedes saganus Bösenberg & Strand, 1906
- Dolomedes schauinslandi Simon, 1899
- Dolomedes scriptus Hentz, 1845
- Dolomedes senilis Simon, 1880
- Dolomedes signatus Walckenaer, 1837
- Dolomedes silvicola Tanikawa & Miyashita, 2008
- Dolomedes smithi Lessert, 1916
- Dolomedes spathularis Hasselt, 1882
- Dolomedes straeleni Roewer, 1955
- Dolomedes striatus Giebel, 1869
- Dolomedes submarginalivittatus Strand, 1907
- Dolomedes sulfureus L. Koch, 1878
- Dolomedes sumatranus Strand, 1906
- Dolomedes tadzhikistanicus Andreeva, 1976
- Dolomedes tenebrosus Hentz, 1844
- Dolomedes titan Berland, 1924
- Dolomedes toldo Alayón, 2003
- Dolomedes transfuga Pocock, 1900
- Dolomedes triton (Walckenaer, 1837)
- Dolomedes upembensis (Roewer, 1955)
- Dolomedes vatovae Caporiacco, 1940
- Dolomedes venmani Raven & Hebron, 2018
- Dolomedes vicque Raven & Hebron, 2018
- Dolomedes vittatus Walckenaer, 1837
- Dolomedes wetarius Strand, 1911
- Dolomedes wollastoni Hogg, 1915
- Dolomedes wollemi Raven & Hebron, 2018
- Dolomedes yawatai Ono, 2002
- Dolomedes zatsun Tanikawa, 2003
- Dolomedes zhangjiajiensis Yin, 2012

## Galeria

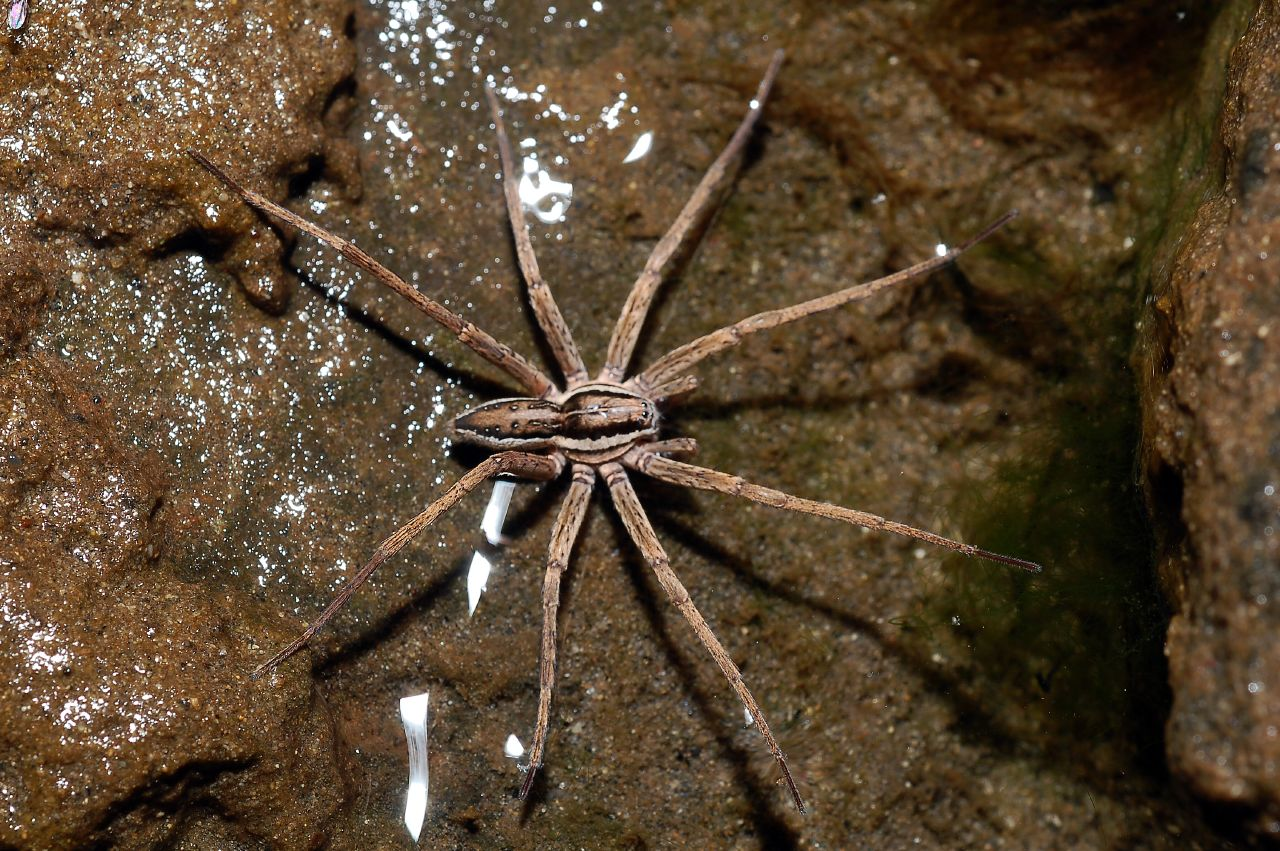
Mascle de Dolomedes minor
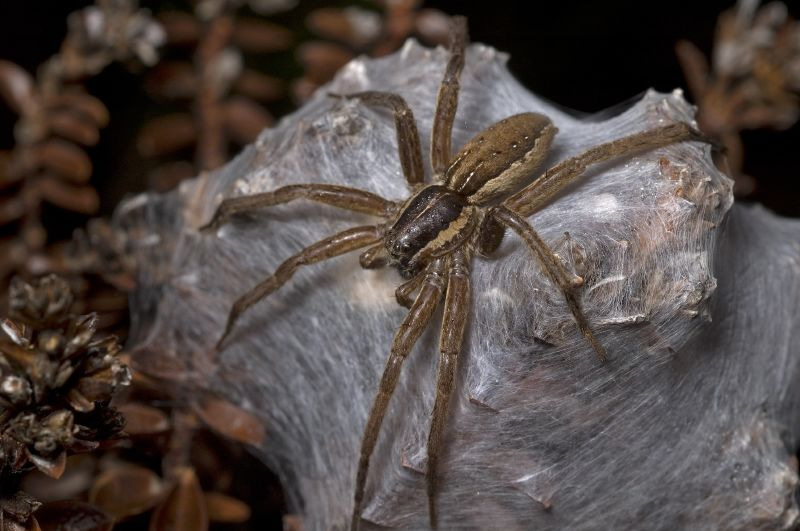
Un femella de Dolomedes cuidant el seu sac d'ous
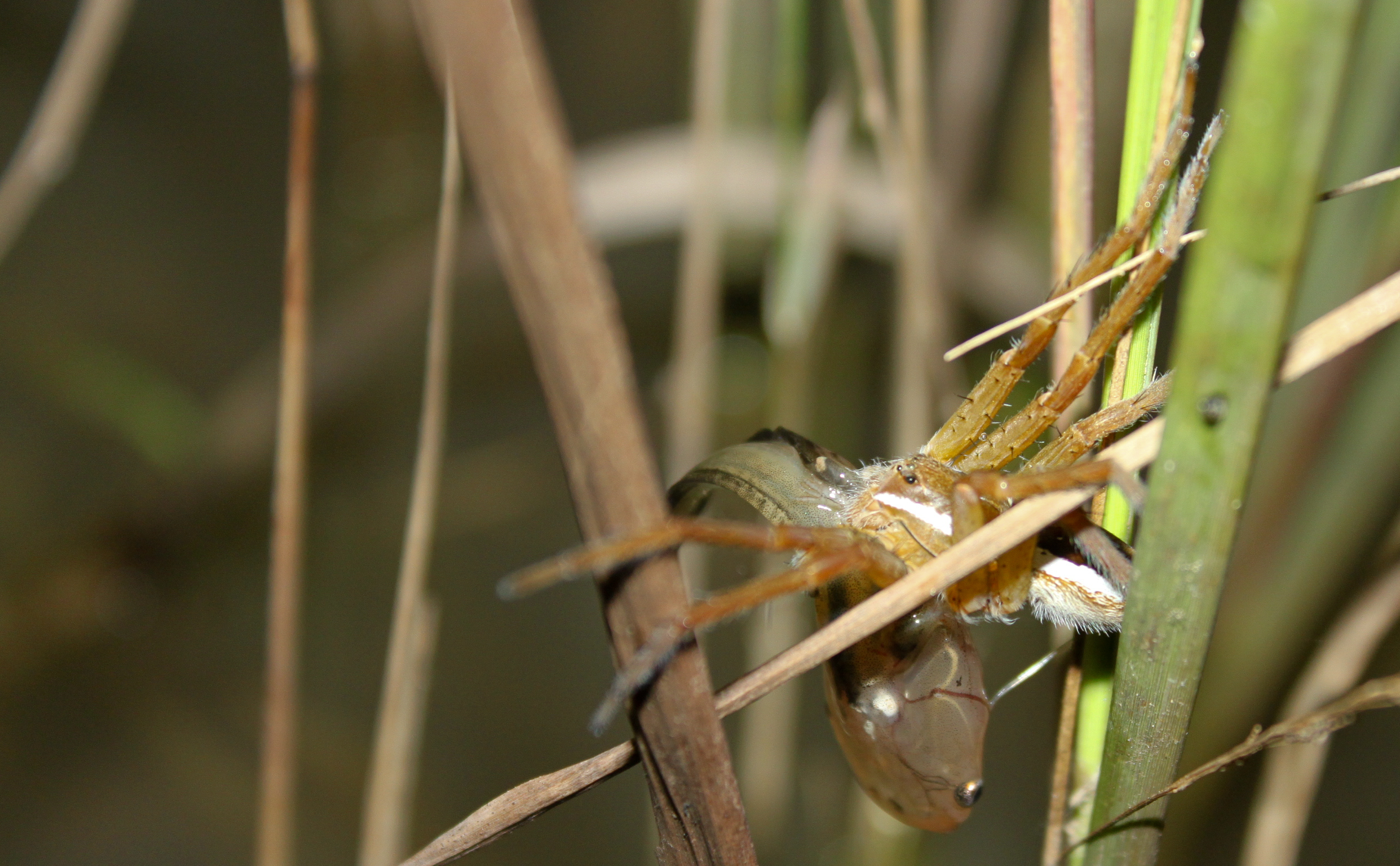
Exemplar de Dolomedes amb la seva presa